# Лурье, Александр Львович
Алекса́ндр Льво́вич Лурье́ (1903—1970) — экономист, доктор экономических наук, профессор экономического факультета МГУ. С 1964 работал в ЦЭМИ АН СССР.

## Биография
Начал работать в Наркомторге после окончания экономического факультета Московского института народного хозяйства в 1924. Окончил аспирантуру Института экономики Российской ассоциации научно-исследовательских институтов общественных наук.
1930—1941 — работа в транспортных исследовательских организациях (НИИ транспортной экономики НКПС, НИИ эксплуатации железных дорог и др.)
1941—1949 — преподавание различных дисциплин (экономика, статистика и др.) в московских транспортных институтах (МИИТ, МТЭИ, МЭМИИТ).
В период борьбы с космополитизмом был уволен в 1949 или 1950 из МЭМИИТ, несколько лет был без постоянной работы, зарабатывал репетиторством школьников по математике.
В 1954—1964 работал в Институте экономики АН СССР, в секторе эффективности капитальных вложений, руководимом академиком Т. С. Хачатуровым.
В 1964—1970 — старший научный сотрудник ЦЭМИ. Являлся членом редколлегии журнала «Экономика и математические методы» со времени его основания.

## Научный вклад
Вёл разработки в области теории эффективности капитальных вложений, макро- и микромоделирования экономики, оптимизации плановых и проектных решений. Внес вклад в экономику транспорта, разработку алгоритмов линейного программирования. Разработчик алгоритма разрешающих слагаемых для решения транспортной задачи.

…всего при жизни им было опубликовано 47 научных работ, в том числе и знаменитая его единственная монография, опубликованная при его жизни. Но по научной глубине и новизне эти работы таковы, что, по существу, наряду с Л. В. Канторовичем и В. В. Новожиловым, он заслуженно считается и, действительно, является основоположником целого направления в экономической теории – оптимального планирования и функционирования экономических систем.— 

## Работы
- Методы сопоставления эксплуатационных расходов и капиталовложений при оценке технических вариантов развития транспорта (1941)
- Об экономической оценке технических мероприятий (1946)
- Методы сопоставления эксплуатационных расходов и капиталовложений при оценке технических мероприятий (1948).
- О математических методах решения задач на оптимум при планировании социалистического хозяйства. — Москва : Наука, 1964. — 323 с.
- Экономический анализ моделей планирования социалистического хозяйства. — Москва : Наука, 1973. — 435 с.